# پتر هابر
پتر هابر (انگلیسی: Peter Haber؛ زادهٔ ۱۲ دسامبر ۱۹۵۲) یک هنرپیشه اهل سوئد است. وی از سال ۱۹۸۷ میلادی تاکنون مشغول فعالیت بوده‌است.
از فیلم‌ها یا برنامه‌های تلویزیونی که وی در آن نقش داشته است، می‌توان به دختری با خالکوبی اژدها، بزرگترین سرقت دارودسته ینسون و بک – فریاد خاموش اشاره کرد.